# Pride (película de 2007)
Pride (conocida en España como Por orgullo) es un biopic de 2007, un largometraje producido por Lions Gate Entertainment, y estrenada el 23 de marzo de 2007. 

## Argumento
Basada en una historia real ocurrida en el año 1973, narra cómo Jim Ellis (Terrence Howard), un carismático y decidido profesor, funda un equipo de natación para gente afroamericana.

## Reparto
- Terrence Howard es Jim Ellis.
- Bernie Mac es Elston Johnson.
- Kimberly Elise es Sue Carter.
- Evan Ross es Reggie Jones.
- Tom Arnold es Richard Binkowski.
- Alphonso McAuley es Walt Taylor.
- Regine Nehy es Willie Thompson.
- Scott Eastwood es Jake.
- Nate Parker es Hakim Carter.
- Kevin Phillips es Andre Williamson.
- Gary Sturgis es Franklin.
- Brandon Fobbs es Puddin' Head.